# Hauerininae
Hauerininae es una subfamilia de foraminíferos bentónicos de la familia Hauerinidae, de la superfamilia Milioloidea, del suborden Miliolina y del orden Miliolida. Su rango cronoestratigráfico abarca desde el Jurásico hasta la Actualidad.

## Clasificación
Hauerininae incluye a los siguientes géneros:
- Axiopolina †, también considerado en la familia Quinqueloculinidae
- Cycloforina, también considerado en la familia Quinqueloculinidae
- Danubiella †
- Derventina †
- Flintinella †
- Hauerina
- Heterillina †
- Istriloculina †
- Lachlanella, también considerado en la familia Quinqueloculinidae
- Massilina
- Massilinoides
- Moesiloculina †, también considerado en la familia Quinqueloculinidae
- Planomiliola †
- Podolia †
- Proemassilina
- Quinqueloculina, también considerado en la familia Quinqueloculinidae
- Scythiloculina †
- Triloculinopsis †, también considerado en la familia Quinqueloculinidae

Otros géneros considerados en Hauerininae son:
- Decussoloculina, aceptado como Massilina
- Frumentarium, aceptado como Quinqueloculina
- Labalina, aceptado como Quinqueloculina
- Multiloculina, aceptado como Quinqueloculina
- Naxotia
- Obliqueloculina
- Rumanoloculina, aceptado como Quinqueloculina
- Trillina, aceptado como Quinqueloculina